# Cotylaspis lenoiri
Cotylaspis lenoiri är en plattmaskart som först beskrevs av Poirier 1886.  Cotylaspis lenoiri ingår i släktet Cotylaspis och familjen Aspidogastridae. Inga underarter finns listade i Catalogue of Life.